# Diadumenianus

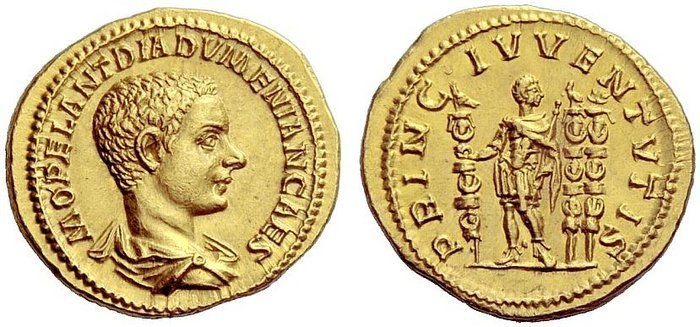
Aureus des Diadumenianus

Marcus Opellius Diadumenianus (kurz Diadumenian; * 14. September 208; † Sommer 218) war der Sohn des römischen Kaisers Macrinus. Nach der Erhebung seines Vaters zum Kaiser im April 217 erhielt er den Titel Caesar und den Namen Marcus Opellius Antoninus Diadumenianus. Im folgenden Jahr wurde Diadumenianus nominell Mitregent, doch bald darauf kam er beim Sturz seines Vaters ums Leben. 

## Leben
Der Vater des Diadumenianus, der Prätorianerpräfekt Macrinus, gehörte dem Ritterstand an. Anfang 217 wurde er von Kaiser Caracalla in den Senatorenstand erhoben und erhielt den Titel clarissimus vir („hochangesehener Mann“). Zugleich wurde der damals noch nicht neunjährige Diadumenianus in den Senatorenstand aufgenommen; er ist inschriftlich als clarissimus puer („hochangesehener Knabe“) bezeugt.
Macrinus organisierte das Mordkomplott, dem Kaiser Caracalla am 8. April 217 zum Opfer fiel, und wurde dann vom Heer zu dessen Nachfolger erhoben. Bald darauf ließ er seinen Sohn in der Stadt Zeugma am Euphrat zum Caesar und damit zu seinem künftigen Nachfolger proklamieren. Diadumenianus erhielt den sehr populären Kaisernamen Antoninus, der an Mark Aurel erinnerte und den auch Caracalla getragen hatte.
In Rom wurden am 14. September 217 anlässlich von Diadumenianus' Geburtstag Wagenrennen abgehalten. Dabei kam es zu einer Protestkundgebung gegen Macrinus wegen seiner andauernden Abwesenheit von der Hauptstadt.
Als im Mai 218 die Rebellion des Elagabal ausbrach, dessen Anhänger ihn als unehelichen Sohn Caracallas ausgaben, reagierte Macrinus, der sich weiterhin in Syrien aufhielt, in Apameia mit der Erhebung seines Sohnes zum Augustus, also zum nominell gleichrangigen Mitherrscher. Nach seiner Niederlage gegen Elagabal in der Entscheidungsschlacht bei Antiocheia am 8. Juni 218 versuchte Macrinus nach Rom zu fliehen, wurde aber gefasst und getötet. Er hatte Diadumenianus zum Partherkönig Artabanos IV. geschickt, um ihn so in Sicherheit zu bringen. Diadumenianus wurde aber auf der Flucht in Zeugma, wo man ihn von der Caesar-Proklamation her kannte, verhaftet und bald darauf getötet. Es folgte, wie in solchen Fällen üblich, die damnatio memoriae (Auslöschung des Andenkens), was die Zerstörung der Bildnisse des Verfemten und Tilgung seines Namens auf Inschriften und Papyri zur Folge hatte.
In der spätantiken Historia Augusta wurde Diadumenianus eine eigene Lebensbeschreibung gewidmet, die mit erfundenen Angaben ausgeschmückt ist und deren Quellenwert gering ist.

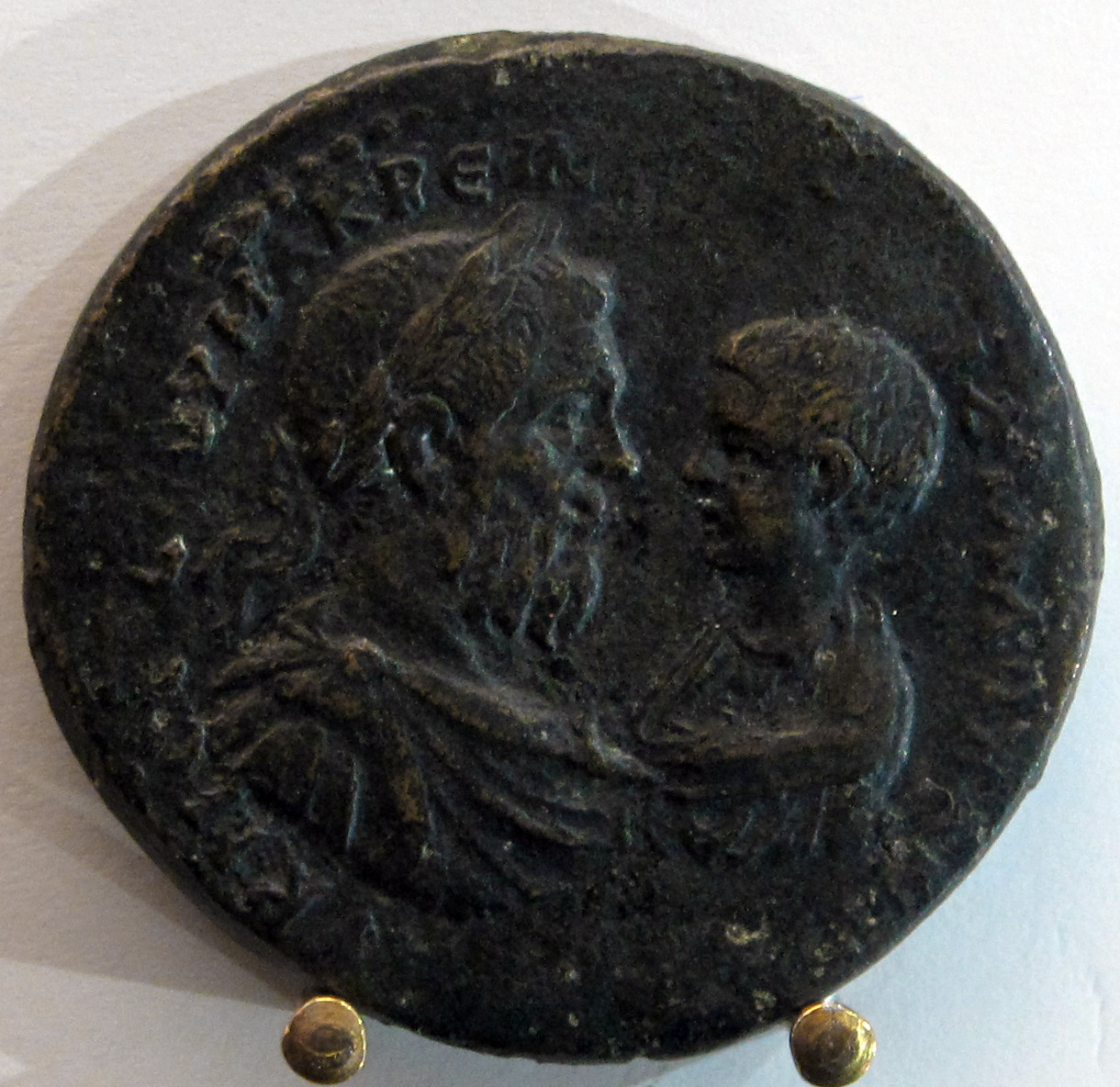
Medaillon von Macrinus und Diadumenianus

## Ikonographie
Das Aussehen des Diadumenianus ist nur aus der Münz- und Medaillonprägung bekannt. Es ist unwahrscheinlich, dass eine der unterschiedlichen Rundplastiken, für die er in Betracht gezogen worden ist, tatsächlich ihn darstellt. Die Münzbildnisse folgen der frühseverischen Tradition; sie erinnern an die Münzporträts Caracallas aus dessen Zeit als Caesar.